# Йозеф Інноченц Лотаринзький
Йозеф Інноченц Еммануїл Фелісьян Констан Лотаринзький (фр. Joseph Innocent Emmanuel Félicien Constant de Lorraine, нім. Joseph Innozenz von Lothringen), ( 20 жовтня 1685 —  25 серпня 1705) — лотаринзький принц з дому де Водемон, син герцога Лотарингії Карла V та принцеси з дому Габсбургів Елеонори Марії Австрійської, генерал імперської армії. Загинув у битві при Кассано у віці 19 років.

## Життєпис
Йозеф народився 20 жовтня 1685 року у Іннсбруку. Він був четвертою дитиною та третім сином в родині герцога Карла V Лотаринзького та його дружини Елеонори Марії Австрійської. Своє друге ім'я новонароджений отримав на честь Римського Папи Інокентія XI. Хлопчик мав старших братів Леопольда та Карла Йозефа. Ще один брат та сестра померли до його народження. За чотири роки з'явився молодший — Франц Йозеф.
Родина жила в Іннсбруку, оскільки Карла V Лотаринзького було призначено губернатором Тиролю, так як його спадкові землі були захоплені Францією. Однак, батько часто брав участь у походах проти турків, і дітей виховувала мати, сильна та вольова жінка. В кінці 1689 Карл, захворівши, повернувся додому на зиму. Навесні 1690, попрямувавши до Відня, він раптово помер у дорозі. Йозефу Інноченцу на той час було чотири роки.
Надалі дітьми опікувався імператор  Священної Римської імперії Леопольд I, виховавши разом із власними синами.
1697, після Рейсвейкського мирного договору, дому де Водемон були повернуті Лотаринзьке та Барське герцогства. У грудні того ж року померла Елеонора Марія. Правителем став старший брат Йозефа Інноченца — Леопольд. Карл Йозеф та Франц Йозеф обрали духовну кар'єру. Сам принц прагнув до військової стезі.
Йозеф Інноченц вступив до лав імперської армії. Через гарні родинні зв'язки та власний військовий талант він невдовзі став генералом.
Після відновлення військових дій між Францією та Священною Римською імперією в ході Війни за іспанську спадщину, юнак був направлений на італійський фронт. Воював під командуванням Євгена Савойського. У битві при Кассано 16 серпня 1705 року був поранений. Помер від ран 25 серпня. Похований у Відні, серце зберігається в Нансі.
Одруженим не був, дітей не мав.